# Făurei-Sat, Brăila
Făurei-Sat este un sat în comuna Surdila-Greci din județul Brăila, Muntenia, România.
Aceasta făcând parte în trecut din comuna Făurei, ce includea gara Faurei, satul Faurei si satul Vizireni.
Schimbarile au intervenit dupa ce gara Faurei a suferit o dezvoltare economica puternica si astfel a fost declarata oras.
Localitatea Faurei Sat are o populatie medie, desi nu au mai fost inregistrate date din 2011, putem aproxima cca 1000 de locuitori în 2022.
{{Nc|Ca si puncte de reper importante avem Centrul de testari feroviare, unul dintre cele mai mari din Europa si o padure tanara care gazduieste numeroase specii de animale salbatice precum : vulpi, șacali, iepuri, porci mistreți, căprioare, fazani, rațe etc.
Echipa de fotbal locala : AS Vointa Faurei Sat , liga 5
Stadionul local : Roșculeț
Biserica ortodoxa : Sfântul Nicolae
Naționalități și etnii : română 100%
Populație preponderentă : tânără < 40 ani
Rata șomaj 40%
Economie și infrastructură în continuă dezvoltare
Principala activitate : agricultura si cresterea animalelor